# چغا بهزاد
چغا بهزاد مربوط به دوران پیش از تاریخ ایران باستان است و در شهرستان کوهرنگ، بخش مرکزی، روستای سیله گاه واقع شده و این اثر در تاریخ ۲۴ فروردین ۱۳۸۲ با شمارهٔ ثبت ۸۲۱۲ به‌عنوان یکی از آثار ملی ایران به ثبت رسیده است.